# Enrique Figuerola
Enrique Figuerola (Cuba, 15 de julio de 1938) es un atleta cubano retirado, especializado en la prueba de 4 x 100 m en la que llegó a ser subcampeón olímpico en 1964 y 1968.

## Carrera deportiva
En los JJ. OO. de México 1968 ganó la medalla de plata en los relevos 4 x 100 metros, con un tiempo de 38.40 segundos, llegando a meta tras Estados Unidos que con 38.24 segundos batió el récord del mundo, y por delante de Francia, siendo sus compañeros de equipo: Juan Morales, Pablo Montes y Hermes Ramírez.